# Vizcondado de Tursan
El vizcondado de Tursan fue una jurisdicción feudal de Gascuña, al oeste del vizcondado de Béarn, Francia.
El duque Sancho IV de Gascuña repartió sus dominios entre sus hijos en 977. A su hijo Aner o Asnar, que se tituló vizconde de Gascuña, le correspondieron los territorios de Tursan, Gabardá, Oleron, Dacs y Orte. A su muerte hacia 978, se produjo otro reparto, y a su hijo Sancho le tocó el territorio de Tursan y Chalosse, con el título de vizconde de Tursan. Sancho I, conocido por Sancho Ail, tuvo por sucesor a su hijo Sancho II Atil, y este a su hijo Auger I. Los vizcondes emplearon a veces el título de vizcondes de Miramont a partir de finales del siglo XI. Auger fue el padre de Auger II, y este de Auger III, que en 1118 tomaba parte en el sitio de Zaragoza. Casado con la heredera del vizcondado de Zuberoa, al morir hacia 1120 no dejó más que una hija, Matilde, casada con Ramón I Sancho el Piadoso (vizconde de Orte)) (1115-1146), pero el dominio fue principalmente infeudado a los obispos de Aire.

## Lista de vizcondes
- Aner I (Asnar I) vizconde de Gascuña 977-978
- Sancho I Ail 978-hacia 1000
- Sancho II Atil hacia 1000-1030
- Auger I hacia 1030-1060
- Auger II hacia 1060-1100
- Auger III hacia 1100-1120
- Matilde hacia 1120
- Ramón I Sancho de Orte 1120
- Infeudado a los obispos de Aire

- Datos: Q9094637